# Cefdaloxima
La cefdaloxima (DCI) es un antibiótico cefalosporínico de tercera generación.